# Krautwiller
Krautwiller – miejscowość i gmina we Francji, w regionie Grand Est, w departamencie Dolny Ren.
Według danych na rok 1999 gminę zamieszkiwało 155 osób, 105 os./km².